# Saint-Usage, Aube
Saint-Usage är en kommun i departementet Aube i regionen Grand Est (tidigare regionen Champagne-Ardenne) i nordöstra Frankrike. Kommunen ligger  i kantonen Essoyes som ligger i arrondissementet Troyes. År 2022 hade Saint-Usage 69 invånare.

## Befolkningsutveckling
Antalet invånare i kommunen Saint-Usage
Referens: INSEE